# Middletown (Indiana)
Middletown é uma cidade  localizada no estado americano de Indiana, no Condado de Henry.

## Demografia
Segundo o censo americano de 2000, a sua população era de 2488 habitantes.
Em 2006, foi estimada uma população de 2357, um decréscimo de 131 (-5.3%).

## Geografia
De acordo com o United States Census Bureau tem uma área de 2,9 km², dos quais 2,9 km² cobertos por terra e 0,0 km² cobertos por água. Middletown localiza-se a aproximadamente 298 m acima do nível do mar.

## Localidades na vizinhança
O diagrama seguinte representa as localidades num raio de 16 km ao redor de Middletown.